# یاستیقبو
یاستیقبو (به لاتین: Yastıqobu) یک منطقه مسکونی در جمهوری آذربایجان است که در شهرستان صابرآباد واقع شده است. یاستیقبو ۲۳۰ نفر جمعیت دارد.